# Endasys aurigena
Endasys aurigena är en stekelart som beskrevs av Luhman 1990. Endasys aurigena ingår i släktet Endasys och familjen brokparasitsteklar. Inga underarter finns listade i Catalogue of Life.